# Pattern 1914 Enfield
A Pattern 1914 Enfield vagy P14 a brit hadseregnél az első világháborúban rendszeresített ismétlőpuska volt. A forgó-toló záras, öt lövedék befogadására alkalmas tárral rendelkező puskát elsősorban amerikai vállalatok gyártották a brit kormány megbízása alapján. A P14 puskát az első világháború során a brit alakulatok használták.

## Története
A második búr háború során a brit hadseregnek a búr felkelők igen sok gondot okoztak nagy távolságokra is pontosan tüzelő Mauser puskái, különösen az M93 és M95 modellek. A briteknek ekkor csak az elavult, fekete lőporos lövedéket használó Lee-Metford és a korszerűbb Lee-Enfield puskák álltak rendelkezésükre. A háború után a brit hadügyminisztérium a Mauser által használt 7x57mm-es űrméretű lövedéke alapján nekiállt kidolgozni a .276 űrméretű Enfield lőszert, amelyhez megtervezték Pattern 1913 Enfield (P13) elnevezésű karabélyt. Azonban a puska tömeges gyártása még igen messze volt, amikor kitört az első világháború és a brit hadseregnek sürgősen szüksége volt nagy mennyiségű puskára, arról nem is beszélve, hogy milyen logisztikai problémákat okozott volna, ha a csapatokat kétféle (a korábbi és az új) lőszerrel kellett volna ellátni.
Éppen ezért a brit hadügyminisztérium megváltoztatta a P13 terveit és alkalmassá tette a hadseregben szabványosított .303 űrméretű lövedékek használatára. Ez lett végül a Pattern 1914 Enfield puska, forgó-toló rendszerű zárral és 5 lövedék befogadására alkalmas tárral. A puska feltűnő jellegzetessége volt a hátsó részen elhelyezett, nyitott irányzék, amelyeket nagyméretű acélfülek védtek. A puska előnye volt, hogy a zár helyretolásakor húzta fel az elsütőszerkezetet mozgató rugót, szemben a korabeli német és amerikai (M1903 Springfield, Mauser 98) puskákkal, amelyeknél a zár nyitásakor egyszerre húzták fel a rugót és vetették ki a hüvelyt. Folyamatos tüzelésnél, amikor a zárszerkezet átmelegedett, a brit megoldás jóval nagyobb tűzgyorsaságot biztosított, és a brit lövészkatonákat ilyen folyamatos, nagy sebességű tüzelésre képezték ki. Korabeli vélemények szerint is a P14 volt az első világháborús puskák közül a legfejlettebb és a legjobban használható.
A P14 irányzéka 1600 yardig (kb. 1400 méterig) volt állítható, közelharci állása 300 yardnál (kb. 270 méter) volt, az irányzékot mindkét oldalon jellegzetes, acélból készült fülek védték a külső behatásoktól. A zár működtetése egyszerűbb és gyorsabb volt, mint a hasonló Mauser puskáknál, a zár forgás közben csak 60 fokot tett meg a Mausernél szokásos 90 fok helyett és a zár kialakítása is megkönnyítette az ürítés-töltés folyamatát.

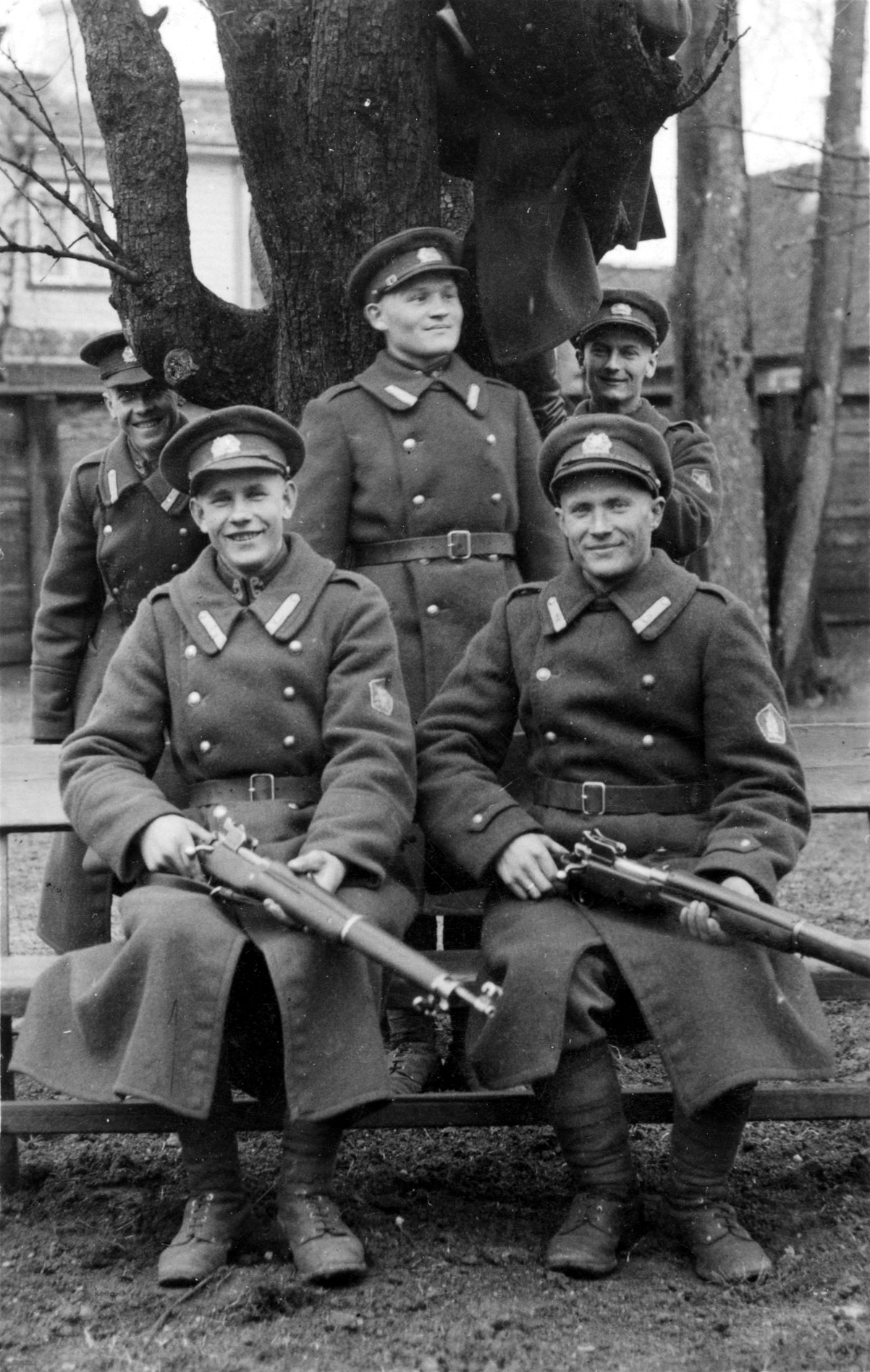
Észt partizánok 1939-1940-ben brit P14 puskákkal.

### Az első világháború alatt
A puska első számú gyártója a brit Vickers gyár volt, de nem tudott eleget gyártani, ezért a világháború során a brit alakulatokat általában a kissé elavult, rövidebb csövű, rövid táras Lee-Enfield puskával szerelték fel. A Lee-Enfieldhez képest a P14 hosszabb csövű, ezért pontosabb és nagyobb hatótávolságú fegyver volt, ugyanakkora elméleti tűzgyorsasággal. Azonban a P14 a hosszabb cső miatt jelentősen nehezebb volt és a tárban csak fele annyi lőszer fért el, ami a gyakorlati tűzgyorsaságot jelentősen lecsökkentette. A P14 kifejlesztését inspiráló búr háborúval ellentétben az első világháborús körülményeknek, elsősorban a lövészárok-hadviselés követelményeinek jobban megfelelt a rövidebb, könnyebb Lee-Enfield.
Az ipari kapacitás szűkössége és a kézifegyverek iránt mutatkozó nagy igény miatt a brit kormány fokozatosan amerikai fegyvergyártók felé fordult és megbízást adott a Winchester és a Remington cégeknek, hogy P14-et gyártsanak a brit fegyveres erőknek. Azonban a három amerikai gyár, ahol a P14 készült, kisebb-nagyobb módosításokat hajtott végre a puskán, ami oda vezetett, hogy az egyes puskákban felhasznált alkatrészek nem voltak kompatibilisek. Az Amerikában gyártott puskák típusnevében ezért mindig szerepel a gyár neve is: Pattern 1914 Mk I W egy első sorozatbeli P14 a Winchester gyárból, R jelölte a Remingtonokat, míg E a Remington érdekeltségi körébe tartozó eddystone-i gyárat jelezte.
Az első világháború alatt a P14-et elsősorban mesterlövész-puskának használták, egyrészt mivel nem állt rendelkezésre elegendő számban, másrészt jóval pontosabb volt, mint a Lee-Enfield, harmadrészt annál nehezebb volt és rohamban vagy közelharc során nem lehetett jól használni. A mesterlövész-szerepkörben vagy az eredeti nyílt irányzékkal, vagy esetenként teleszkópos irányzékkal is felszerelték (utóbbiakat csak a Winchester által gyártott modellekre szereltek, mivel azokat jobb minőségűeknek tartották).
Amikor 1917-ben az Egyesült Államok a szövetségesek oldalán hadba szállt, az amerikai kormány a saját igényeinek megfelelően módosíttatta a P14-et és M1917 Enfield megnevezéssel hadrendbe állította. Az M1917 puskák a szabvány amerikai 30-06 űrméretű lőszert használták, és a korábban rendszeresített M1903 Springfield puskák ellenében hamarosan elterjedtek az Európában harcoló amerikai csapatoknál.

### A második világháború előtt és alatt
A második világháború előtt készült el a P14 második változata (Mk II), amelyet elsősorban tartalékos alakulatok, illetve a nemzetőrség (Home Guard) csapatai kaptak. A frontvonalbeli alakulatoknál ismét csak mesterlövész-fegyverként jelent meg. Az amerikaiak is küldtek a briteknek M1917 puskákat, amelyek lényegében megegyeztek a P14-gyel, de másfajta lőszert használtak, és ezért egy feltűnő piros csíkkal kellett azokat megkülönböztetni (ezeket is elsősorban a Home Guard alakulatoknak osztották ki). 
1947-ben a brit hadsereg kivonta a szolgálatból a P14 puskákat. A feleslegessé vált P14-eseket értékesítették, elsősorban a Brit Nemzetközösség országainak (Kanada, Új-Zéland, Ausztrália és Dél-Afrika kapott ezekből). Polgári célra is számos P14-et átalakítottak, különösen népszerű volt a vadászok körében.

## Felhasználó országok

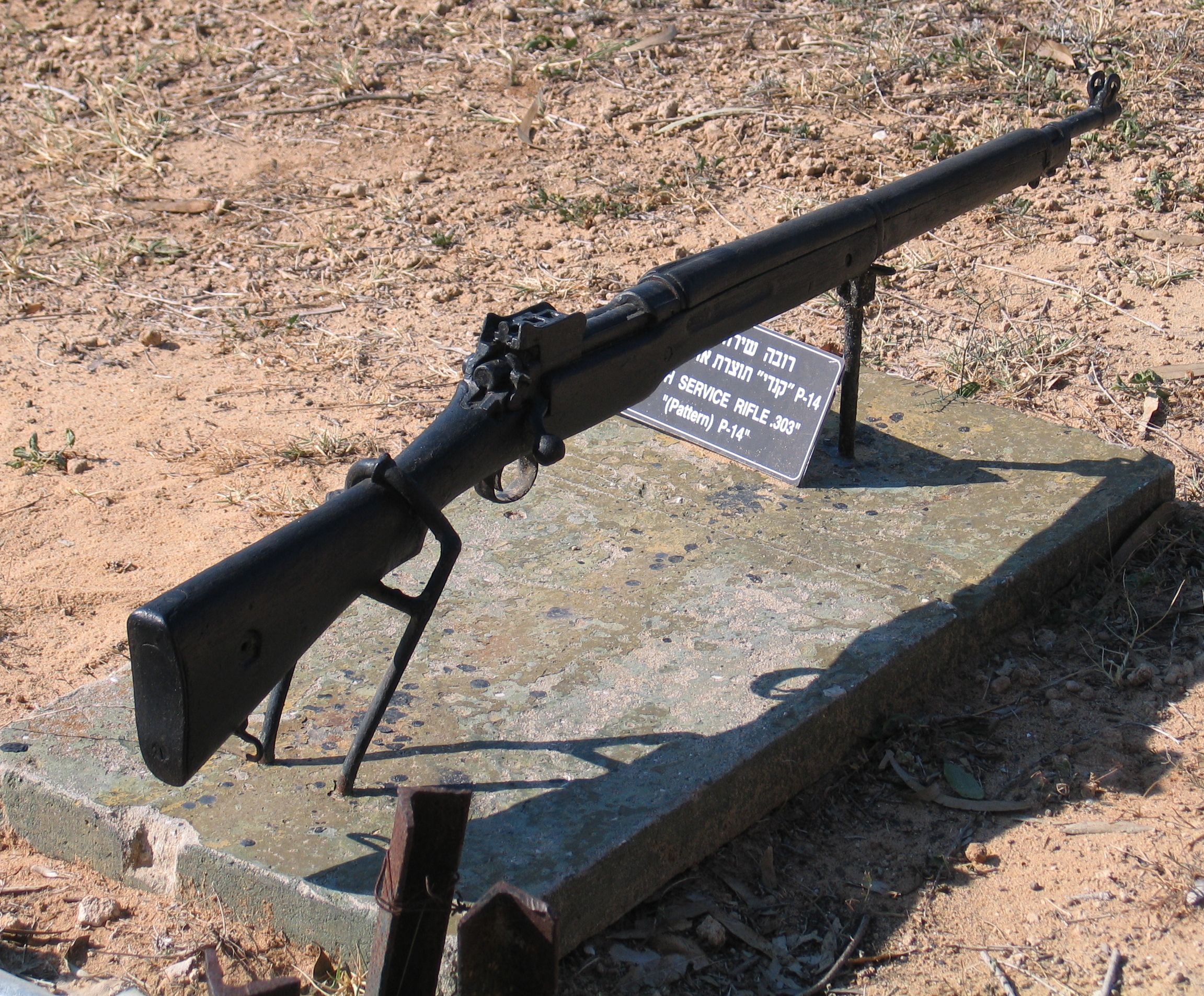
Izraeli P14 Enfield puska a Yad Mordechai történelmi csatatéren.

- Nagy-Britannia
- Észtország
- Írország
- Izrael
- Luxemburg
- Norvégia
- Fülöp-szigetek
- Lengyelország

## Fordítás
Ez a szócikk részben vagy egészben  a   Pattern 1914 Enfield című angol Wikipédia-szócikk fordításán alapul.  Az eredeti cikk szerkesztőit annak laptörténete sorolja fel. Ez a jelzés csupán a megfogalmazás eredetét és a szerzői jogokat jelzi, nem szolgál a cikkben szereplő információk forrásmegjelöléseként.

## Külső hivatkozások
- A SurplusRifle.Com cikke (angolul) a P14 puskáról